# Karlsgåva
Karlsgåva är en bebyggelse norr om Ärtingen väster om Bengtsfors i Ärtemarks socken  i Bengtsfors kommun. Från 2015 avgränsade SCB här en småort.Bebyggelsen avregistrerades som småort 2020 på grund av att antalet boende understeg 50.